# Ommatius abdelkuriensis
Ommatius abdelkuriensis là một loài ruồi trong họ Asilidae. Ommatius abdelkuriensis được Scarbrough miêu tả năm 2002.